# Герасин, Валентин Васильевич
Валентин Васильевич Герасин (1923—2004) — участник Великой Отечественной войны, командир взвода автоматчиков 97-го гвардейского стрелкового полка 31-й гвардейской стрелковой дивизии 11-й гвардейской армии 3-го Белорусского фронта, гвардии младший лейтенант. Герой Советского Союза.

## Биография
Родился 25 ноября 1923 года в селе Яковка (ныне — Колпнянского района Орловской области) в семье крестьянина. Русский.
Окончил 10 классов. Работал слесарем-обрезчиком в цехе металлоконструкций металлургического завода в городе Новокузнецк (Кемеровская область).
В Красной Армии с декабря 1941 года. Окончил пехотное училище. Член ВКП(б)/КПСС с 1944 года.
В марте 1944 года младший лейтенант Герасин был направлен в действующую армию командиром взвода автоматчиков 97-го гвардейского стрелкового полка 31-й гвардейской стрелковой дивизии. В составе 11-й гвардейской армии 1-го Прибалтийского фронта участвовал в боях в районе Идрицы (Себежский район Псковской области).
Участвовал в операции «Багратион», освобождал город Витебск. В июне 1944 года в ходе дальнейшего наступления форсировал реку Березина и освобождал город Молодечно (Минская область, Белоруссия). Особо отличился при форсировании реки Неман.
14 июля 1944 года гвардии младший лейтенант Герасин с группой бойцов в шесть человек под сильным артиллерийско-миномётным и пулемётным огнём противника первым в полку переправился вплавь через реку в районе деревни Муйжеляны (Алитусский район Литвы), атаковал позиции гитлеровцев и закрепился на правом берегу. На плацдарме отразил три контратаки превосходящих сил врага. При этом не только удержал, но и расширил занятый плацдарм, чем обеспечил переправу основных сил.
В дальнейшем он участвовал в боях в Восточной Пруссии, взятии городов Кёнигсберг (ныне — Калининград) и Пиллау (ныне — Балтийск Калининградской области).
В 1947 году окончил Высшую офицерскую школу химических войск, в 1956 году — курсы усовершенствования офицерского состава. Служил начальником химической службы 28-й дивизии ПВО (Куйбышев). С 1966 года полковник Герасин — в запасе.
Проживал в г. Запорожье, Украина. Работал начальником отдела Запорожского титано-магниевого комбината. Вышел на пенсию, ветеран Великой Отечественной войны. Умер 25 февраля 2004 года. Похоронен на Капустяном кладбище Запорожья.

## Награды
- Указом Президиума Верховного Совета СССР от 24 марта 1945 года за мужество, отвагу и героизм, проявленные в борьбе с немецко-фашистскими захватчиками, гвардии младшему лейтенанту Герасину Валентину Васильевичу присвоено звание Героя Советского Союза с вручением ордена Ленина и медали «Золотая Звезда» (№ 5926).
- Награждён орденами Ленина, Отечественной войны 1-й степени, Красной Звезды и медалями, среди которых медаль «За доблестный труд».
- 5 мая 1999 года Валентин Герасин награждён орденом Богдана Хмельницкого 3-й степени[3]
- 23 февраля 2002 года Президент Украины Леонид Кучма наградил В. В. Герасина орденом Богдана Хмельницкого 2-й степени и медалью «Защитнику Отчизны»[2].

## Память
- В посёлке городского типа Колпна Орловской области на Аллее Героев установлен его бюст[4].